# ATP Challenger Hanko
Der ATP Challenger Hanko (offiziell: Hanko Challenger) war ein Tennisturnier, das von 1986 bis 1991 jährlich in Hanko, Finnland, stattfand. Es gehörte zur ATP Challenger Tour und wurde im Freien auf Sand gespielt. Jan Apell und Per Henricsson sind mit je einem Titel im Einzel und Doppel einzige mehrfache Sieger des Turniers.

## Liste der Sieger

### Einzel
| Jahr | Sieger                 | Finalgegner       | Ergebnis      |
| ---- | ---------------------- | ----------------- | ------------- |
| 1991 | Jan Apell              | Claudio Mezzadri  | 6:2, 6:4      |
| 1990 | Martin Sinner          | Andrei Olchowski  | 6:3, 6:3      |
| 1989 | Aki Rahunen            | Andres Võsand     | 6:2, 6:0      |
| 1988 | Lawson Duncan          | Christer Allgårdh | 6:2, 6:4      |
| 1987 | Per Henricsson         | Magnus Gustafsson | 6:4, 3:6, 6:2 |
| 1986 | Juan Antonio Rodríguez | Jan Gunnarsson    | 2:6, 6:1, 6:2 |

### Doppel
| Jahr | Sieger                              | Finalgegner                        | Ergebnis      |
| ---- | ----------------------------------- | ---------------------------------- | ------------- |
| 1991 | Jan Apell Olli Rahnasto             | Patrik Albertsson Jörgen Windahl   | kampflos      |
| 1990 | Johan Anderson Lars-Anders Wahlgren | Tomas Nydahl Peter Svensson        | 6:3, 7:6      |
| 1989 | Per Henricsson Nicklas Utgren       | Torben Theine Srinivasan Vasudevan | 7:5, 6:7, 6:4 |
| 1988 | Morten Christensen Michael Tauson   | Joakim Berner Tomas Nydahl         | 6:2, 6:1      |
| 1987 | Mika Hedman Veli Paloheimo          | Craig Campbell Desmond Tyson       | 5:7, 6:3, 6:2 |
| 1986 | Ronnie Båthman Joey Rive            | Bud Cox Michael Fancutt            | 7:6, 7:6      |